# Agapetes obovata
Agapetes obovata är en ljungväxtart som först beskrevs av Robert Wight, och fick sitt nu gällande namn av Joseph Dalton Hooker. Agapetes obovata ingår i släktet Agapetes och familjen ljungväxter. Inga underarter finns listade i Catalogue of Life.

## Bildgalleri

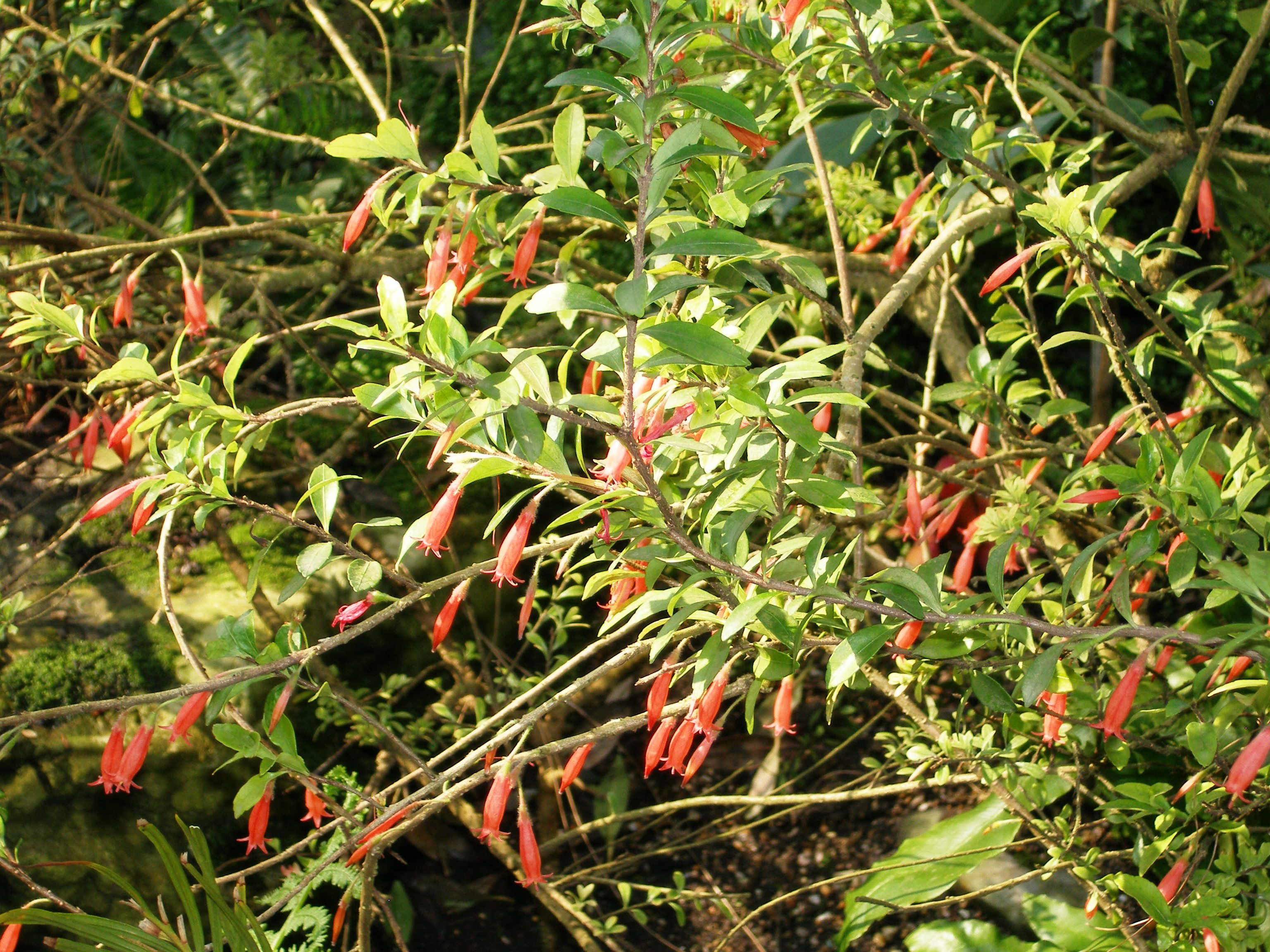